# Équipe du Botswana féminine de hockey sur gazon
L'équipe du Botswana féminine de hockey sur gazon est la sélection nationale du Botswana représentant le pays dans les compétitions internationales féminines de hockey sur gazon. 

## Palmarès

### Jeux olympiques
Le Botswana n'a jamais participé à un tournoi féminin de hockey sur gazon des Jeux olympiques.

### Coupe du monde
Le Botswana n'a jamais participé à la Coupe du monde.

### Coupe d'Afrique des nations
- 1994 : 4e